# Дропа
Дропа (дзопа) — мистификация, вымышленная раса гуманоидов, якобы имевших внеземное происхождение и более 12 тысяч лет назад высадившихся на Земле на территории современного восточного Тибета. Утверждается, что в 1938 году китайская экспедиция обнаружила 716 скелетов этих существ в неглубоких могилах. Вместе с каждым якобы находился каменный диск с надписями — всего 716 дисков, получивших название «камней дропа». Никаких подтверждений факта экспедиции и существования скелетов и дисков не существует.
Дропа и их «камни» стали темой ряда книг и публикаций на темы палеоконтакта; они упоминаются в книгах «Колесницы богов» Эрика фон Деникена и «Боги Солнца в изгнании» Дэвида Агамона, а также более серьёзных советских источниках, таких как «Литературная газета» и журнал «Спутник». История дропа видоизменялась различными авторами, публикующимися на тему НЛО. Вокруг истории дропа возникло большое количество слухов, сплетен и маргинальных теорий. Учёные Китая и других стран рассматривают историю о дропа в качестве мистификации.

## История
Согласно автору (авторам) мистификации, в январе 1938 года (по некоторым источникам, в 1937 году) Ци Футай (Chi Pu Tei, кит. 齐福泰), профессор археологии из Пекинского университета, и его ученики участвовали в экспедиции, целью которой было исследовать ряд пещер идеальной прямоугольной формы в труднодоступных горах Баян-Хара-Ула рядом с Тибетом (тогда независимое государство), которые якобы могли представлять собой искусственно созданную систему тоннелей и подземных складов.
Утверждается, что исследователи обнаружили там множество неглубоких могил со скелетами 1,38 м (4 фута 6 дюймов) в высоту. Скелетов было 716, они имели аномально большие головы и маленькие, тонкие и хрупкие тела. Один из членов экспедиции предположил, что это могут быть останки неизвестного вида горных горилл, на что профессор Ци Футай якобы сказал: «Кто когда-либо слышал о том, что обезьяны хоронят друг друга?». На могилах не было никаких надписей.
Вместе с каждым похороненным якобы находился каменный диск с надписями — всего 716 дисков, 30 см в ширину, сделанных из камня, с отверстиями шириной 20 мм в центре каждой в форме двойных спиралей, которые получили наименование «камней дропа». По сообщениям, каждый диск имел две выгравированные канавки по спиралям к отверстию в центре диска (наподобие Фестского диска). Было сделано предположение, что возраст дисков составляет не менее 12 тысяч лет. На стенах пещеры, как утверждается, были изображены Солнце, Луна, звёзды, Земля, горы и пунктирные линии, соединяющие Землю и небо.
После находки диски якобы на протяжении 20 лет хранились в Пекинском университете, но никакие попытки их интерпретации не увенчались успехом. В 1958 году диски якобы заинтересовали доктора Цум Ум Нуи (Tsum Um Nui), которому, в отличие от других исследователей, удалось доказать, что каждая канавка представляет собой набор крошечных иероглифов, отличающихся от всех, которые он видел ранее, но столь малого размера, что разглядеть их можно лишь с помощью увеличительного стекла. Примерно в 1962 году доктор якобы сумел расшифровать записанную на дисках информацию. Диски сообщали об аварийной посадке космического корабля дропа, в результате которой погибло множество местных жителей. Утверждается, что одной из линий иероглифов записано: «Дропа спустились с облаков на своём воздушном корабле, наши мужчины, женщины и дети спрятались в горах десять раз до того, как взошло солнце. Когда они, наконец, поняли язык дропа, то осознали, что те пришли с мирными намерениями». В другой линии иероглифов выражается сожаление, что дропа не могут починить свой корабль и улететь на нём обратно. В течение некоторого времени местные жители охотились на дропа и убивали их.
Цум Ум Нуи якобы опубликовал результаты своих исследований в неком китайском научном журнале, но был поднят на смех научной общественностью. После этого он отправился в добровольное изгнание в Японию, где вскоре умер.
Сведения о дропа впервые появились в печати в 1960 году в статье советских писателей-фантастов Валентина Рича и Михаила Черненко, опубликованной в «Литературной газете», затем перепечатаны русскоязычным американским журналом «Current Digest of the Russian Press».
Позднее исследованиями камней дропа якобы занимался профессор Цу Футай и четверо его коллег, которые в 1965 году пришли к выводам, аналогичным Цум Ум Нуи.
Существует предположение, что советские учёные просили у Китая данные камни для изучения и что якобы несколько из них были доставлены в Москву для изучения. Так или иначе, статья о камнях дропа действительно появилась в советском журнале «Спутник» за авторством Вячеслава Зайцева, где описывались необычные свойства этих камней — в частности, о шуме и вибрации, который они издают, будучи помещены на специальный проигрыватель.
В 1974 году австралийский инженер Эрнст Венегер, находясь в Китае, якобы сумел сделать фотографии двух камней дропа, которые впоследствии, как утверждается, были украдены из того музея, где он их видел.

## Критика
Не существует никаких свидетельств факта экспедиции, якобы обнаружившей дропа, существования пещер, где была сделана находка, существования скелетов дропа и «камней дропа». Нет никаких свидетельств существования учёных с именами Ци Футай или Цум Ум Нуи. Имя «Цум Ум Нуи» не является настоящим китайским именем, оно либо фиктивно, либо представляет собой результат неудачной попытки перевести на китайский какое-то японское имя.
Фотографии Венегера сохранились, однако именно они стали главным аргументом в пользу признания всей истории мистификацией, поскольку диски на снимках внешне ничем не отличаются от известных нефритовых дисков би, которые часто украшались иероглифами.
По мнению учёных Пекинского университета, вся история дропа представляет собой мистификацию.

## Термин
Слово «дропа» (dropa, иногда drop-ka) существует в действительности. Согласно системе транслитерации Гулда-Паркинсона[что?], в переводе с тибетского языка это слово означает «одинокий», «изолированный», «житель пастбища». Этим словом именуются некоторые группы кочевых жителей Тибетского нагорья.